# Родриго Алонсо Пиментель
Родриго Алонсо Пиментель (исп. Rodrigo Alonso Pimentel; умер 26 октября 1440, Вальядолид) — кастильский дворянин, военный и дипломат, 2-й граф де Бенавенте (1419—1440), сеньор де Аренас-де-Сан-Педро (1423), Майорга (1430) и Вильялон-де-Кампос (1434).

## Биография
Он родился в Португалии, хотя большую часть жизни провел в Кастилии. Один из сыновей португальского рыцаря Хуана Альфонсо Пиментеля (+ 1419), сеньора Браганса и Виньяйш, который поселился в Кастилии в 1398 году, в том же году, когда король Энрике III Кастильский сделал его первым графом Бенавенте, и Жуаны Телеш де Менезеш, незаконнорожденной дочери Мартина Афонсу Теллеша де Менезеша и Сеньорины Мартинс, сводной сестры королевы Леонор Теллеш де Менезеш.
Он был отдан отцом в качестве заложника во время перемирия между Португалией и Кастилией в 1393 году, когда он был еще ребенком. Он находился на службе у короля Хуана II Кастильского, который отправил его в 1420 году своим послом ко двору короля Франции Карла VI, а через три года передал под властью город Аренас-де-Сан-Педро, конфискованный у констебля Руя Лопеса Давалоса, попавшего в опалу. После перемирия в Махано король вернул себе город Майорга, передав свое владение Родриго в 1430 году. Без сомнения, это должно было быть наградой за его участие в конфликтах против мусульман, среди которых его выступление ввырубка Веги-де-Гранада (1431 г.). В 1434 году монарх оказал новую милость, предоставив ему сеньорию Вильялон-де-Кампос, которое также принадлежало инфантам Арагона.
Он учредил майорат в пользу своего сына Альфонсо 21 октября, через два дня дал завещание, в котором просил похоронить его в монастыре Сан-Франциско в Бенавенте вместе со своим сыном Хуаном и умер в Вальядолиде 26 октября 1440 года.

## Брак и потомство
Родриго Алонсо Пиментель женился 6 марта 1410 года в Вильябрагиме на Леонор Энрикес, дочери Альфонсо Энрикеса де Кастилья (1354—1729), 1-го главного адмирала Кастилии, сеньора Медины де Риосеко и Боланьоса, и Хуаны де Мендоса (1360—1431), « богатой женщины из Гвадалахары». По случаю его свадьбы тесть продал ему Мильманду и Санта-Крус, и сумма этой продажи составила приданое его жены. От этого брака родились:
- Хуана Пиментель (ок. 1404—1488), называемая «грустной графиней», графиня Монтальбан, сеньора Аренас-де-Сан-Педро. Она вышла замуж за Альваро де Луна, констебля Кастилии, 27 января 1431 года.
- Хуан Алонсо Пиментель-и-Энрикес (ок. 1410—1437), 2-й граф де Майорга, женился на Эльвире де Суньига-и-Гусман.
- Беатрис Пиментель (1416—1490), вышедшая замуж в качестве второй жены за Энрике де Трастамара, инфанта Арагонского (1400—1445), 2-го герцога Вильена, графа Альбуркерке и Эмпурьяс
- Алонсо Пиментель-и-Энрикес (ок. 1413 — 21 февраля 1461), 3-й граф де Бенавенте и 2-й граф де Майорга, 2 й сеньор Вильялон, Мильманда и других мест, женат на Марии де Киньонес, дочери Диего Фернандеса де Киньонеса (1370—1444/1445) и его жена Марии де Толедо.

До женитьбы у него был по крайней мере один сын, Энрике Пиментель.